# José Manuel Moreno Periñan
José Manuel Moreno Periñan (Amsterdam, 7 mei 1969) is een voormalig Spaans wielrenner.
Moreno won tijdens de Olympische Zomerspelen 1992 in eigen land de gouden medaille op de 1km tijdrit. Periñan nam ook in 1988 en 1994 deel aan de Olympische Zomerspelen. In 1991 behaalde hij twee gouden medailles op de Middellandse Zeespelen.

## Resultaten
| Jaar | WK | Olympische Zomerspelen  | Middellandse Zeespelen |
| ---- | -- | ----------------------- | ---------------------- |
| 1991 |    |                         | 1km tijdrit · sprint   |
| 1992 |    | 1km tijdrit · 8e sprint |                        |

1896: Paul Masson ·
1928: Willy Falck Hansen ·
1932: Dunc Gray ·
1936: Arie van Vliet ·
1948: Jacques Dupont ·
1952: Russell Mockridge ·
1956: Leandro Faggin ·
1960: Sante Gaiardoni ·
1964: Patrick Sercu ·
1968: Pierre Trentin ·
1972: Niels Fredborg ·
1976: Klaus-Jürgen Grünke ·
1980: Lothar Thoms ·
1984: Fredy Schmidtke ·
1988: Aleksandr Kiritsjenko ·
1992: José Manuel Moreno Periñan ·
1996: Florian Rousseau ·
2000: Jason Queally ·
2004: Chris Hoy